# Electronic (hudební skupina)
Electronic byla anglická alternativní hudební skupina, jejímiž členy byli zpěvák a kytarista New Order Bernard Sumner a bývalý kytarista The Smiths Johnny Marr. Napsali spolu většinu skladeb. V prvních letech spolupracovali s Neilem Tennantem a Chrisem Lowem z Pet Shop Boys na 3 skladbách, v roce 1995 s bývalým členem Kraftwerk Karlem Bartosem na 9 skladbách.

## Historie
V roce 1988 byl Bernard Sumner nespokojen s tím, že ostatní členové New Order nechtěli používat syntezátorové programování, a tak se rozhodl, že natočí sólové album. Zjistil ale, že práce o samotě ho nebaví a oslovil Johnnyho Marra ke spolupráci, a tak vznikli Electronic.
V roce 1989 nabídl spolupráci Neil Tennant. V prosinci 1989 vyšel první singl Getting Away with It. V srpnu 1990 dělali předskokany Depeche Mode na turné v USA.
Později vydali Electronic 3 alba: Electronic (1991), Raise the Pressure (1996) a Twisted Tenderness (1999). Všechna se v britském žebříčku dostala do top 10.

## Diskografie
Řadová alba:
- Electronic (27. 5. 1991, Factory)
- Raise the Pressure (8. 7. 1996, Parlophone)
- Twisted Tenderness (26. 4. 1999, Parlophone)

Kompilační album:
- Get the Message – The Best of Electronic (18. 9. 2006, EMI)